# 八幡北町
八幡北町（やわたきたちょう）は、千葉県市原市の市原地区にある町丁。現行行政地名は八幡北町一丁目から八幡北町三丁目。郵便番号は290-0069。

## 概要
市原市の北部に位置し、南西～北東にやや長い町域を持つ。

## 地理
北西は国道16号を挟んで八幡浦、北東は村田川を挟んで千葉市中央区村田町および市原市八幡、南東から南西にかけて八幡に接する。

## 世帯数と人口
2023年（令和5年）4月1日現在の世帯数及び人口の詳細は以下の通りである。
| 町丁字         | 世帯数  | 人口総数 | 人口 | 人口  | 人口     | 人口     | 人口  | 人口   | 世帯人員 |
| 町丁字         | 世帯数  | 人口総数 | 若年 | 若年  | 生産年齢 | 生産年齢 | 高齢  | 高齢   | 世帯人員 |
| -------------- | ------- | -------- | ---- | ----- | -------- | -------- | ----- | ------ | -------- |
| 八幡北町一丁目 | 250世帯 | 360人    | 24人 | 6.67% | 275人    | 76.39%   | 61人  | 16.94% | 1.44人   |
| 八幡北町二丁目 | 195世帯 | 359人    | 35人 | 9.75% | 205人    | 57.10%   | 119人 | 33.15% | 1.84人   |
| 八幡北町三丁目 | 126世帯 | 182人    | 7人  | 3.85% | 129人    | 70.88%   | 46人  | 25.27% | 1.44人   |
| 全体           | 571世帯 | 901人    | 66人 | 7.33% | 609人    | 67.59%   | 226人 | 25.08% | 1.58人   |

## 通学区域
市立小学校・市立中学校及び県立高等学校の通学区域は以下の通りである。
| 町丁           | 番地 | 小学校             | 中学校             | 高等学校 |
| -------------- | ---- | ------------------ | ------------------ | -------- |
| 八幡北町一丁目 | 全域 | 市原市立石塚小学校 | 市原市立八幡中学校 | 第9学区  |
| 八幡北町二丁目 | 全域 | 市原市立石塚小学校 | 市原市立八幡中学校 | 第9学区  |
| 八幡北町三丁目 | 全域 | 市原市立石塚小学校 | 市原市立八幡中学校 | 第9学区  |

## 施設
- ラウンドワン市原店

## 交通

### 鉄道
域内に駅は存在しないが、最寄りは以下の通りである。
- JR東日本内房線 - 八幡宿駅ー浜野駅

### バス
- 小湊鐵道
  - 千31系統
  - 千21系統
  - 千22系統

### 道路
- 千葉県道24号千葉鴨川線